# Cerathosia tricolor
Cerathosia tricolor är en fjärilsart som beskrevs av Smith 1887. Cerathosia tricolor ingår i släktet Cerathosia och familjen nattflyn. Inga underarter finns listade i Catalogue of Life.